# René Cagnat
René Louis Victor Cagnat, född 10 oktober 1852 och död 1937, var en fransk arkeolog.
Cagnat blev 1887 professor vid Collège de France, Paris. Han har utgett ett flertal värdefulla arbeten, bland vilka kan märkas: Timgad (1905, tillsammans med Emile Boeswillwald med flera), L'armée romaine d'Afrique(1913), Manuel d'archéologie romaine (2 band 1916-20), Inscriptions latines d'Afrique(1923), Carthage, Timgad, Tébessa (3:e upplagan 1927), med flera.